# 帕特·蒂貝里
帕特·蒂貝里（英語：Pat Tiberi；1962年10月21日—）是美國的一位政治人物。自2001年開始，他是俄亥俄州第12選舉區選出的美國眾議院議員。他的黨籍是共和黨。在成為國會議員之前，蒂貝里曾經擔任俄亥俄州眾議院議員。蒂貝里是義大利移民後裔，畢業於俄亥俄州立大學，主修專業是新聞。